# Hrobka rodu Keil von Eichenthurn
Kaple Keil von Eichenthurm je stavba mauzolea, která se skládá z nadzemní části pohřební kaple a podzemní hrobky a patřila rodu Keil von Eichenthurm. Stojí na úpatí kopce Dubí v bývalé zámecké oboře na kraji lesa ve Městě Albrechticích. Kaple je součástí MĚSTSKÉHO TURISTICKÉHO OKRUHU Města Albrechtice.

## Historie
Hrobku s kaplí nechal postavit v letech 1907–1908 Heinrich Keil von Eichenthurn jako mauzoleum. Heinrich byl pokračovatelem rodu, který nejprve založil válcovnu plechu v samotném Městě Albrechticích (následně byla přesunuta do Bohumína). V roce 1908 byl samotným císařem Františkem Josefem I. povýšen do šlechtického stavu s predikátem: von Eichenthurm. Stavbu kaple realizoval významný opavský stavitel Julius Ludwall. V kapli bylo v první polovině 20. století pohřbeno 5 členů tohoto rodu, který po roce 1945 opustil bývalé Československo. V 50.–60. letech 20. století byla kaple a okolí udržované. V průběhu 70. let se započalo rozkrádání vnitřního vybavení kaple a následně i mrtvých. V roce 1984 vyrabovala skupinka opilců rakve a pozůstatky mrtvých rozvěsila po okolí na stromy. Ostatky mrtvých byly následně umístěny do hromadných hrobů v Krnově a Městě Albrechticích.
Hrobka je v současnosti majetkem Lesů ČR, které nechaly památku v roce 2018 opravit.

## Popis
Kaple je postavena v neoklasicistním stylu. Jedná se o objekt, který byl vyzděn z pálených cihel s vnější tzv. kamennou omítkou. Plocha fasády je rozdělena svislými a vodorovnými drážkami napodobující kamenné kvádry. Plocha uvnitř je upravena pemrlováním. Soklová část je provedena z obkladu žulových desek. Nově provedené schodiště je předsazeno bloky, které jsou také ze žuly. Portál vstupu do kaple podepírá dvojice dórských sloupů, na nichž leží kladí s holým architrávem, zdobným vlysem a profilovanou korunní římsou. Kladí lemuje celou stavbu. V čelním a zadním štítu jsou umístěny trojúhelníkové frontony, čelní fronton vyplňuje rodinný erb. Původní střecha byla vandalstvím zničena a při rekonstrukci v roce 2018 nahrazena částečně sklem. Z vnitřních prostor kaple se nedochovalo vůbec nic. Pod kaplí je umístěna krypta, kde byly původně umístěny ostatky členů rodiny.

## Seznam členu rodiny umístěných v hrobce
- Anna Emilie Winzenzie Keil (1865–1907)
- Heinrich Karl Winzenz Albert Maria Keil von Eichenthurn (1856–1914)
- Heinrich Carl Maria Keil von Eichenthurn( 1886–1922)
- Maria Keil von Eichenthurn (1902–1924)
- Othmar Heinrich Maria Keil von Eichenthurn (1888–1932), rektor Vysoké školy báňské v Štýrském Hradci, člen komise pro hutnictví v Rakousku[3]

## Galerie

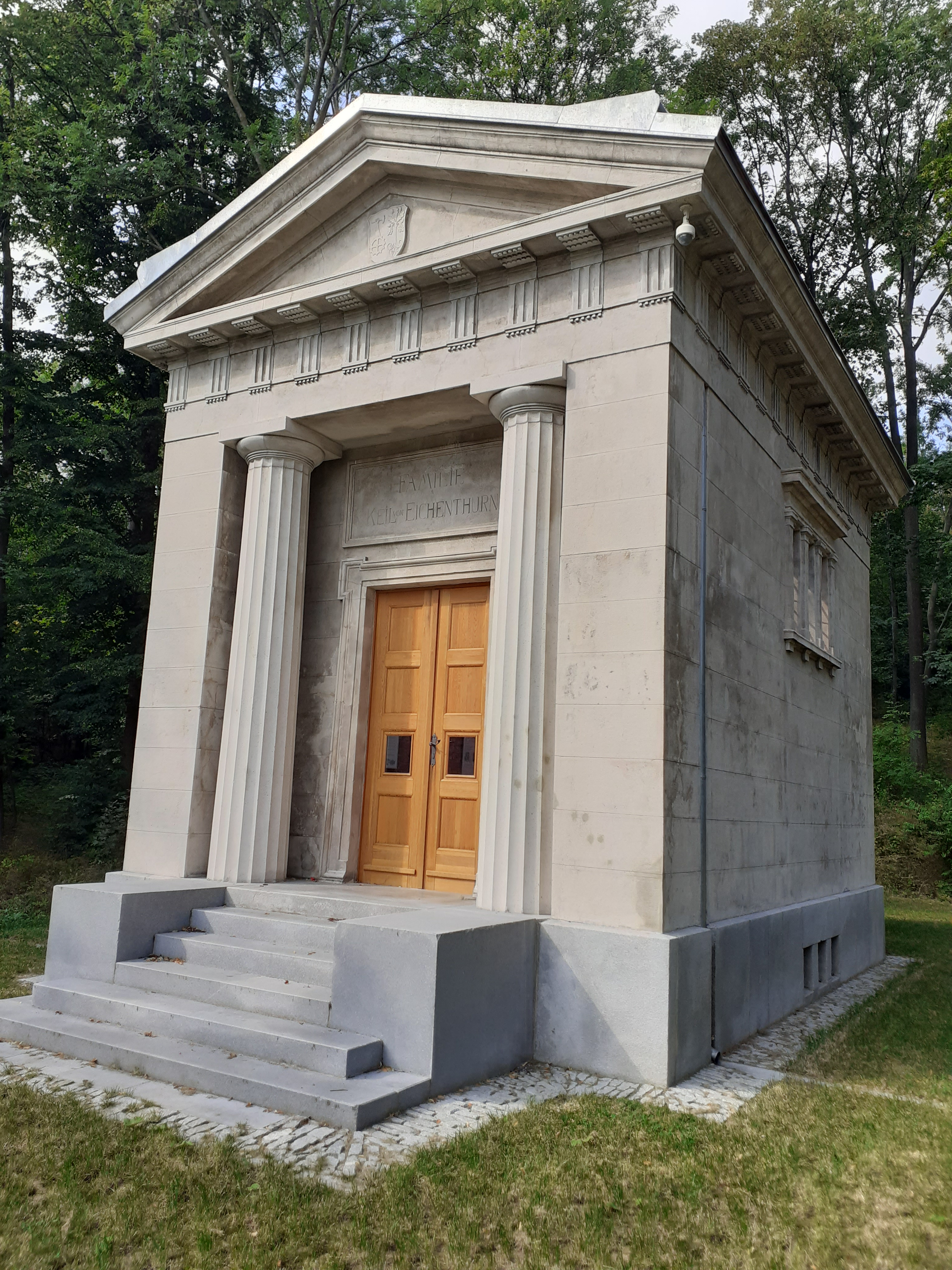
pohled na vstup
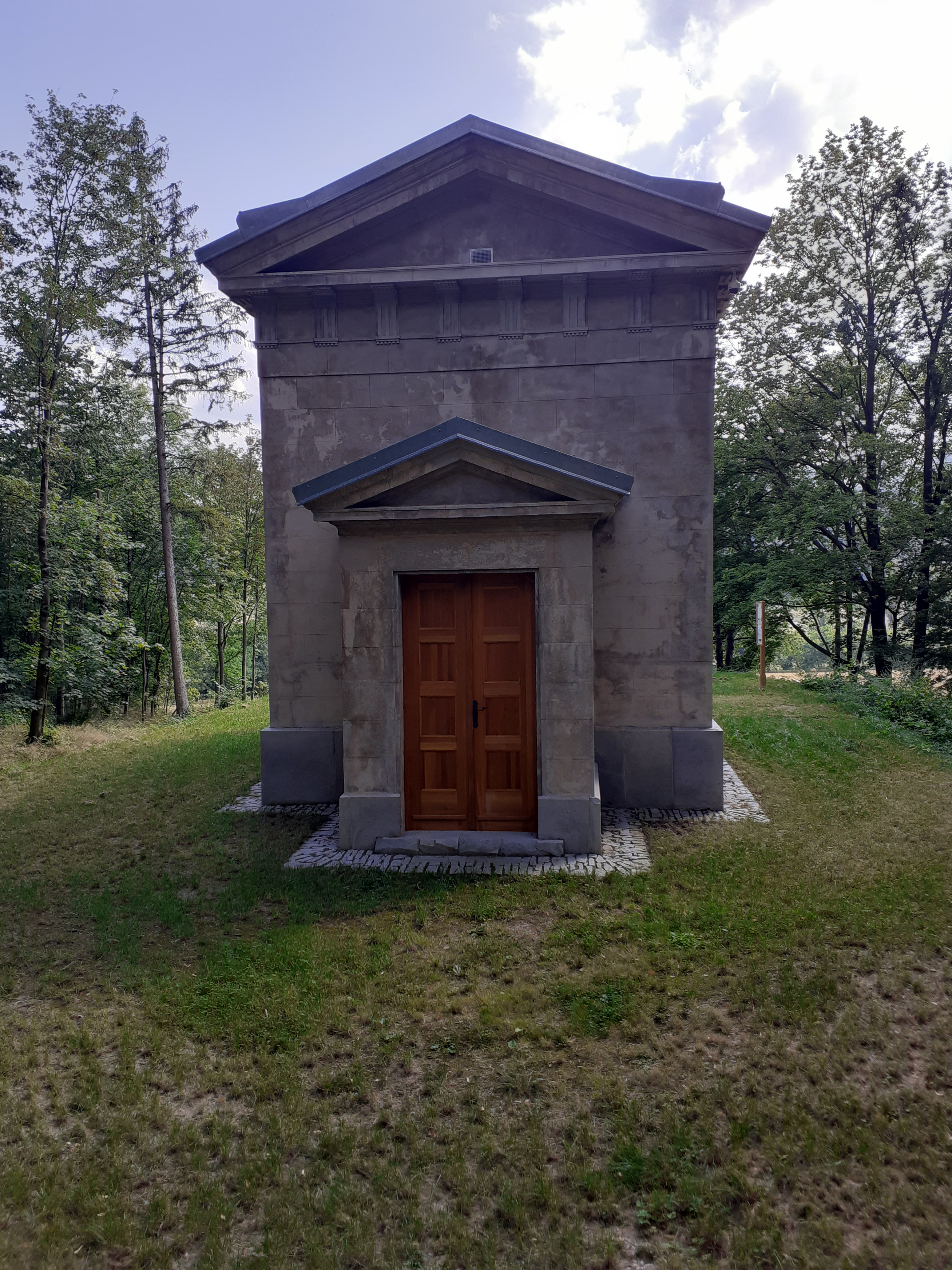
zadní pohled na hrobku
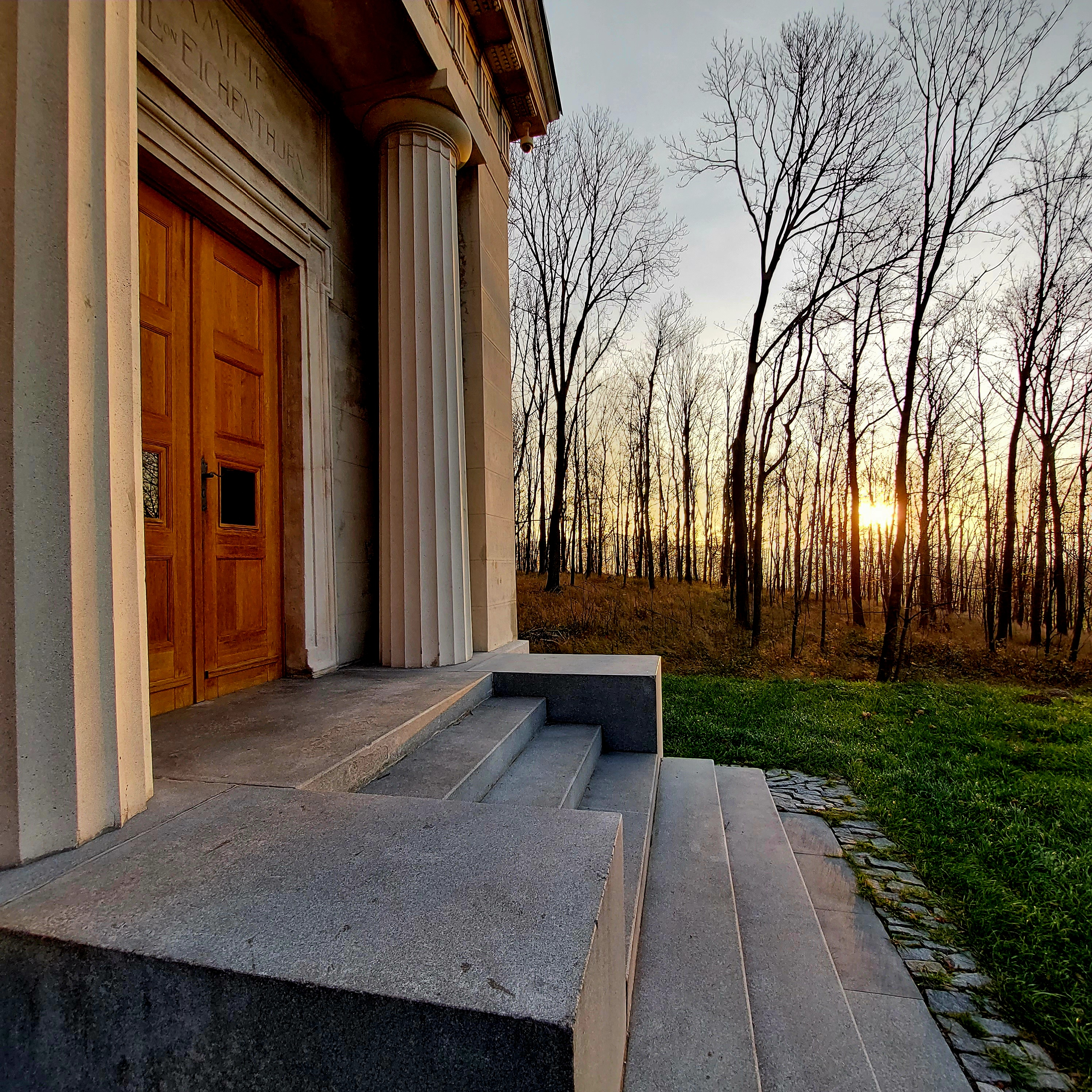
Schodiště kaple osvětlené vycházejícím sluncem. Kaple byla postavena na okraji lesa a poskytuje krásné výhledy
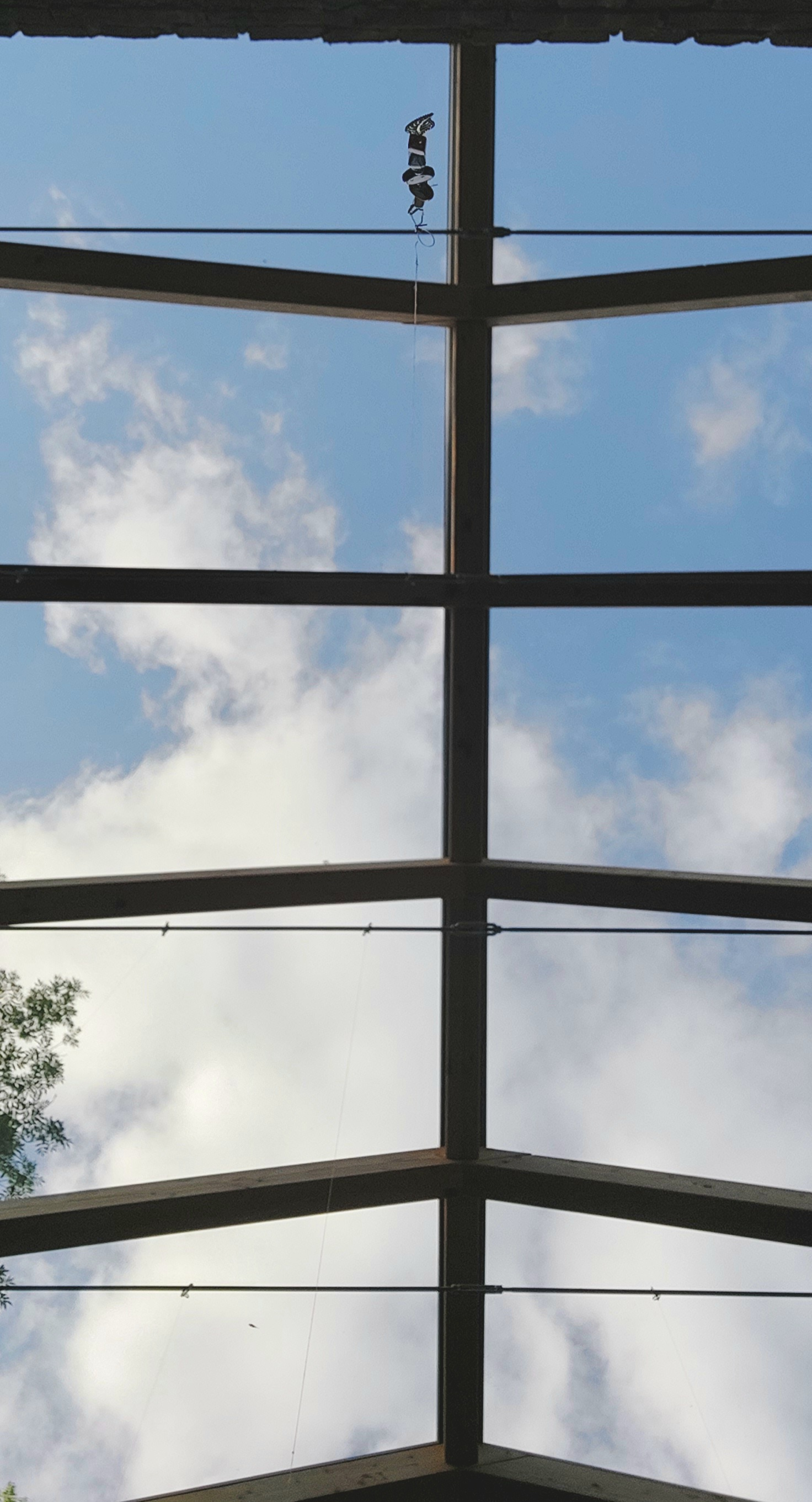
Nádherný průhled přes skleněnou střechu na letní oblohu
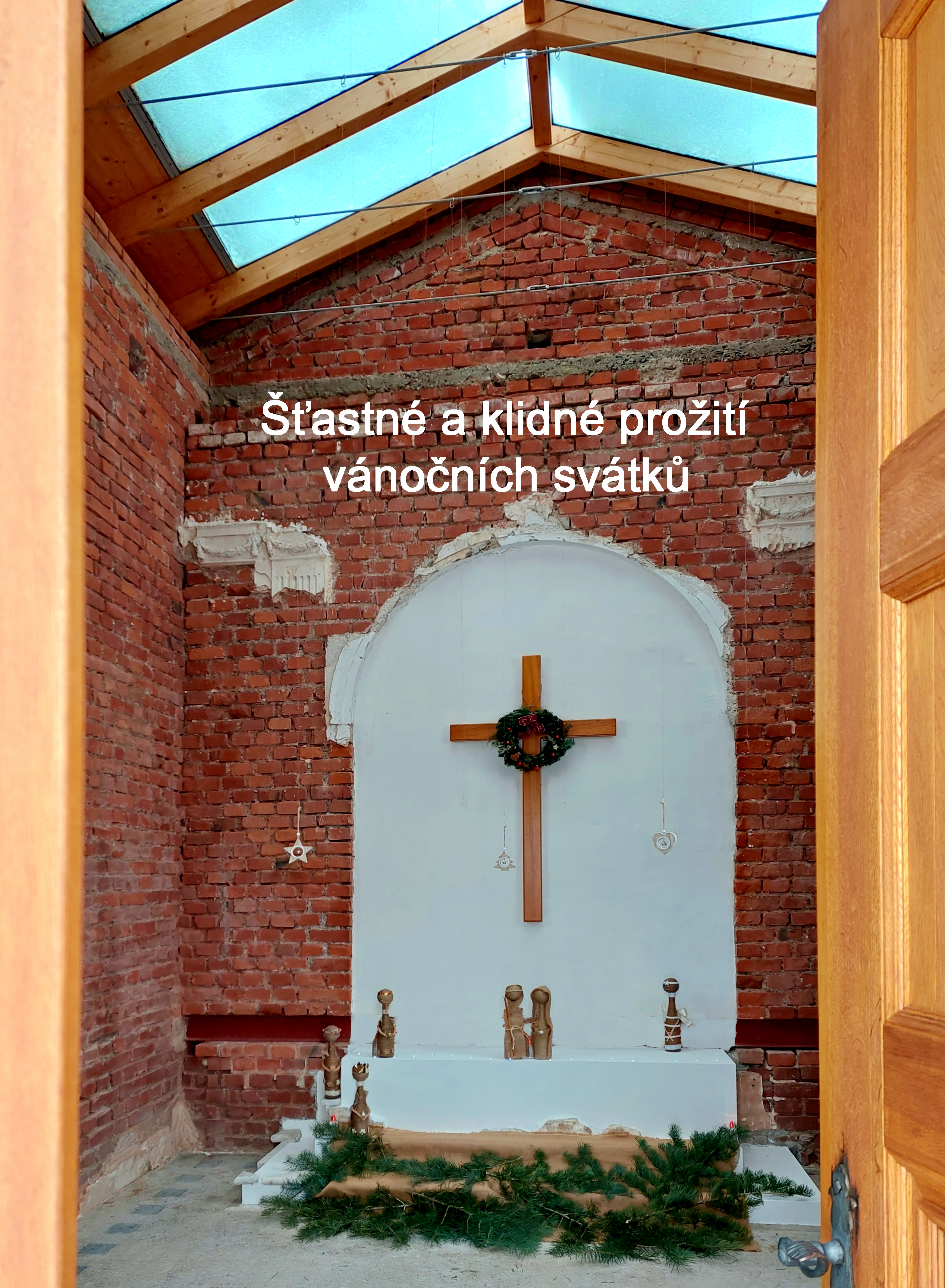
VÁNOCE v kapli - rekonstrukci 2018 získala kaple díky prosklené střeše přírodní osvětlení
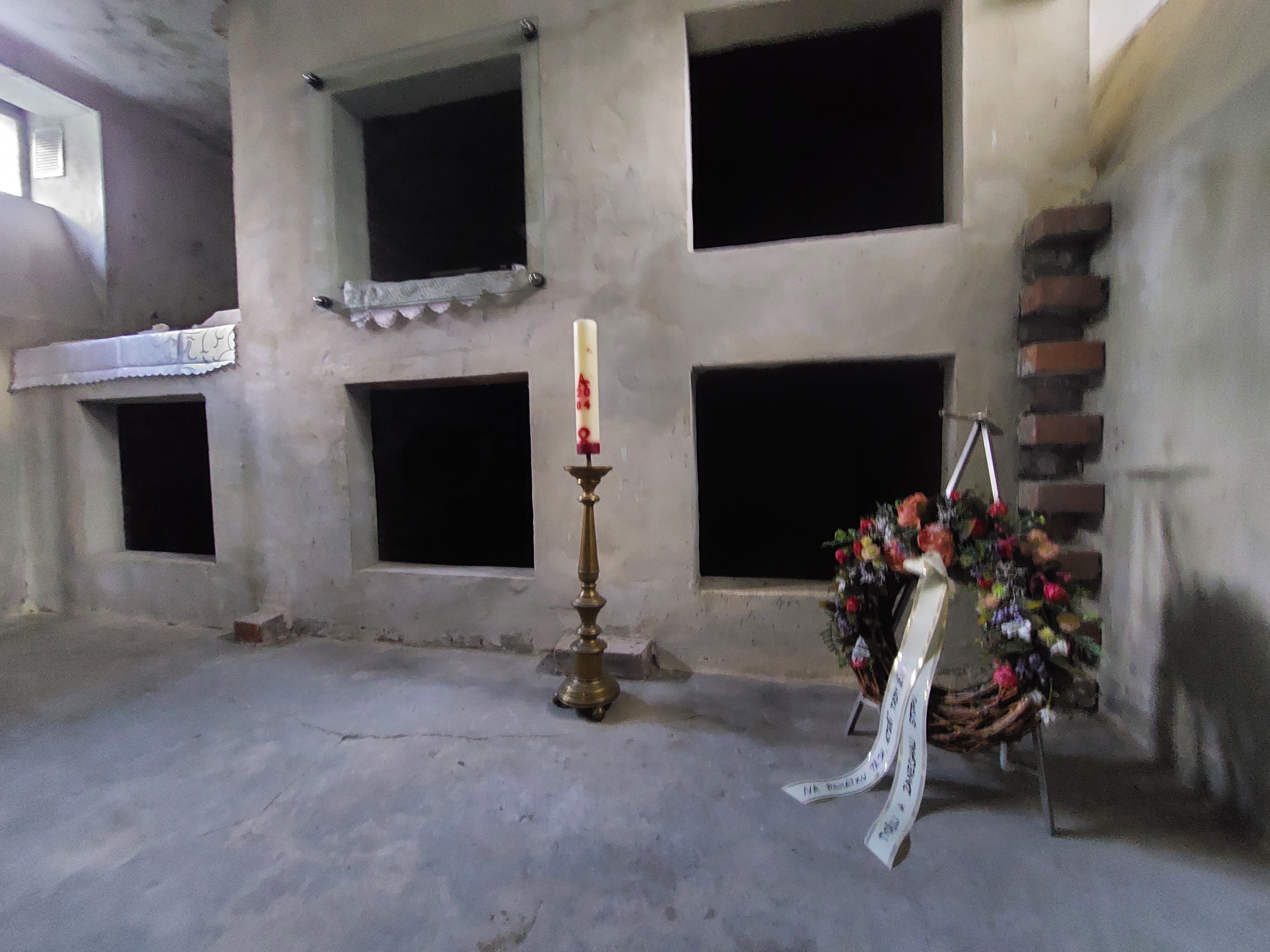
Pohled do krypty